# Cissac-Médoc
Cissac-Médoc település Franciaországban, Gironde megyében. Lakosainak száma 2310 fő (2022. január 1.). Cissac-Médoc Vertheuil, Saint-Estèphe, Pauillac, Saint-Sauveur, Saint-Laurent-Médoc és Saint-Germain-d’Esteuil községekkel határos.

## Népesség
A település népességének változása:
| Lakosok száma | 882  | 1251 | 1472 | 1709 | 1926 | 2068 | 2146 | 2191 | 2213 | 2310 |
|               | 1968 | 1982 | 1990 | 2006 | 2013 | 2015 | 2017 | 2019 | 2020 | 2022 |